# Lady Shadow
Lady Shadow, född 16 juni 2002 i Torreón i Coahuila är en mexikansk fribrottare inom den mexikanska stilen lucha libre.
Lady Shadow brottas sedan september 2023 för Consejo Mundial de Lucha Libre (CMLL), Mexikos största och äldsta förbund. Där gestaltar hon en ruda (de som porträtterar "de onda" i professionell mexikansk brottning, till skillnad från tecnicas, de goda). Lady Shadow brottas iförd fribrottningsmask och hennes identitet är inte känd av allmänheten, vilket är vanligt inom lucha libre.

## Karriär
Lady Shadow gick sin första match under det namnet den 5 mars 2022 i Arena Olimpico Laguna i hennes hemstad, då hon deltog i Copa Pentagon, en match med nio andra fribrottare. Den 8 juli utmande hon om titeln Hernandez Women's Championship men blev besegrad av Miss Guerrera i en match som även innehöll Emperatriz och La Misteriosa.  Efter drygt ett och ett halvt år på den oberoende cirkusen i Comarca Lagunera blev hon inbjuden till CMLL:s Arena Coliseo Guadalajara i september 2023. Hennes stora gernombrott kom dock den 6 oktober 2023 då hon deltog i turneringen för titeln Campeonato Universal de Amazonas. Där brottas hon nu regelbundet sedan debuten. Den 28 april 2024 utmanade hon Miss Guerrera för mästerskapet Campeonato Femenil del Norte men lyckades inte bärga titeln.

## Familj
Lady Shadow tillhör den stora El Moro-brottarfamiljen. Hennes bror, Brillante Jr. brottas också i Consejo Mundial de Lucha Libre. Andrade, känd från World Wrestling Entertainment och All Elite Wrestling i USA är hennes kusin. Hennes två andra yngre kusiner Gema Andrade och Diamante Jr. tränar i CMLL:s skola inför deras debut.